# Franz von Stephani

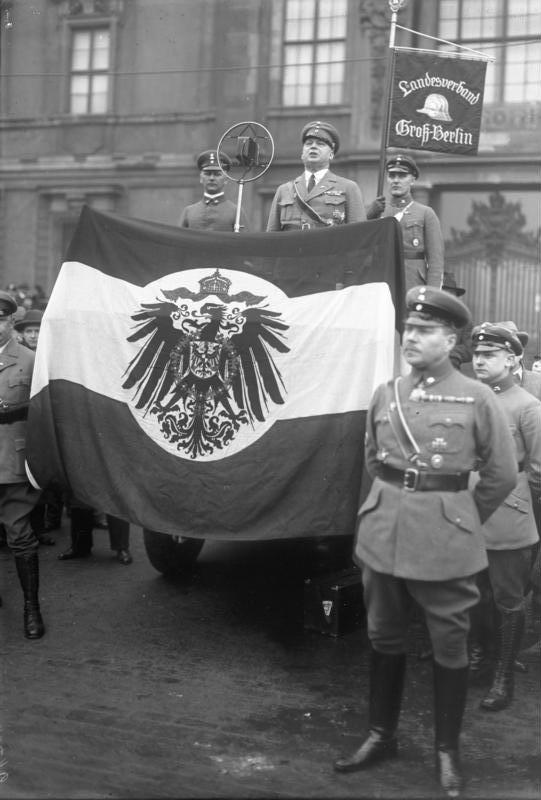
Stephani in maart 1931 bij de Stahlhelmparade als opmaat naar het referendum in de Lustgarten in Berlijn.

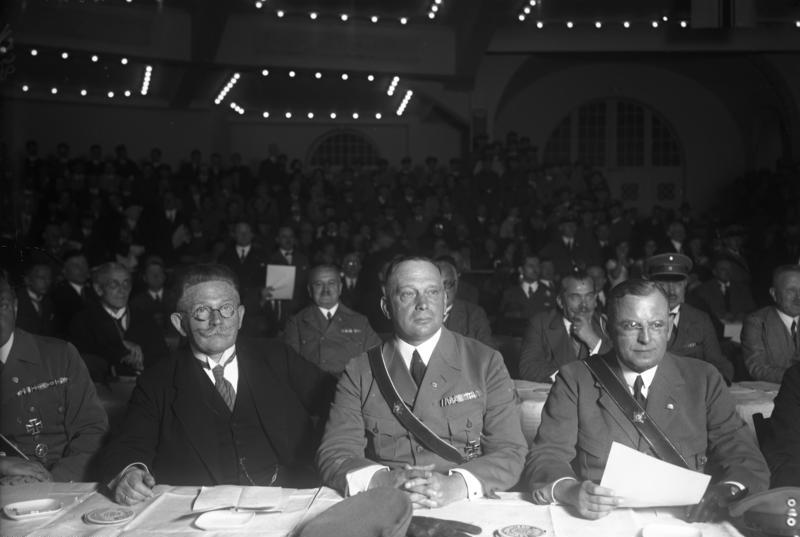
Stephani (midden) met links van hem Franz Seldte en rechts dr. Alfred Hugenberg.

Friedrich Franz Adolf von Stephani (Bielefeld, 12 juni 1876 - Berlijn, 24 april 1939) was een Duits officier, vrijkorpsleider en politicus.

## Levensloop
Stephani wordt geboren als zoon van de pruisense Generaal der Infanterie Louis Ferdinand Oskar von Stephani. Hij wordt in 1895 luitenant van het pruisische leger en treedt in 1904 als eerste luitenant toe tot de keizerlijke Schutztruppe voor Kameroen. In 1905 wordt hij overgeplaatst naar de Schutztruppe voor Duits-Zuidwest-Afrika om als veldonderzoeker te werken. In 1907 werkt hij voor het ministerie van Buitenlandse Zaken en in 1908 krijgt hij het bevel over de Reichskolonialamt (tot 1910). Hij werkt tevens als commissaris bij de Yola-Tschadsee-grensexpeditie en tussen 1907 en 1908 is hij lid (tussen 1908 en 1909 leider) van de Yola-Grossschnellen-expeditie. In 1912 wordt hij als leider van de 8e compagnie van de keizerlijke Schutztruppe in Kameroen aangewezen.
Al op 20 april 1910 wordt hij bevorderd tot reserve-kapitein. Vanaf 1 februari 1913 woont hij in Ngaoundéré, destijds een Duits district in de kolonie Kameroen. In augustus 1914 trekt hij zich terug uit de Schutztruppe en wordt aangesteld in een mobiele formatie in het leger. Tijdens de Eerste Wereldoorlog is hij onderdeel van een reserve-infanterie. op 27 januari 1917 wordt hij bevorderd tot majoor, als laatste in het 1e Garde-regiment te Voet (1. Garde-Regiment zu Fuß).
Tijdens de Spartacusopstand in januari 1918 is Stephani commandant van het Regiment Potsdam. Samen met Hermann Ehrhardt richt hij in 1920 het Verband van Nationaalgezinde Soldaten (Verband nationalgesinnter Soldaten) op. Later is hij leider van de Stahlhelm in Berlijn en de 1e reserve van de Sturmabteilung. Hij was rijksridder in de Johannieter Orde en vanaf 1929 plaatsvervangend voorzitter van de Vereniging der officieren, medische officieren en hoge ambtenaren van de voormalige keizerlijke Schutztruppe voor Kameroen. Vanaf 12 november 1933 zat hij namelijks de Nationaalsocialistische Duitse Arbeiderspartij in de Rijksdag.

## Publicaties
- 'Die Yola-Croßschnellen-Grenzexpedition', Deutsches Kolonialblatt 1909, 20, p. 1147–1149.
- 'Ein Gefechtstag der Jola-Croßschnellen-Grenzexpedition. Ein Blatt aus dem Tagebuch'. Mittlers Almanach 1911, p. 135–141.
- 'Taschenbuch der Sprache der Fulbe', Adamaua 1912.

- Gemeinsame Normdatei: 117272876
- International Standard Name Identifier: 0000 0000 5738 3015
- Library of Congress Control Number: no2007077004
- Virtual International Authority File: 64779700
- WorldCat: E39PBJwtrbJ7k7CKFbPQb4QrMP